# El Tossal (Calonge de Segarra)
El Tossal és una muntanya de 653 metres que es troba al municipi de Calonge de Segarra, a la comarca de l'Anoia.